# 33.º Troféu HQ Mix
O 33º Troféu HQ Mix (também grafado como Troféu HQMIX) foi um evento organizado pela Associação dos Cartunistas do Brasil (ACB) e pelo Instituto do Memorial das Artes Gráficas do Brasil (IMAG) com o propósito de premiar as melhores publicações brasileiras de quadrinhos de 2020 em diferentes categorias.

## História
As inscrições para o 33º Troféu HQ Mix foram abertas em 30 de janeiro de 2021. Artistas, editores e autores puderam inscrever publicações em quadrinhos, eventos, trabalhos acadêmicos e demais produções relativas às HQs que tenham sido lançadas durante 2021 no Brasil. A inscrição de obras e autores foi realizada através do site oficial do prêmio através do pagamento de uma taxa de R$ 10 por categoria inscrita.
Em agosto, foi divulgado o design do troféu, que homenageia um autor diferente a cada ano. Desta vez, a personagem escolhida por a Bruxinha Atrapalhada, de Eva Furnari. A escultura foi desenvolvida pelo artista plástico Wilson Iguti.
A lista de indicados ao Troféu HQ Mix foi divulgada em 16 de setembro após quatro meses de análise pelo júri oficial. A votação foi aberta a cerca de 2.000 profissionais da área dos quadrinhos registrados como votantes, com exceção das categorias acadêmicas (definidas por um júri especializado) e as de responsabilidade da comissão organizadora, entre as quais uma categoria nova denominada "Projeto especial na pandemia", destinada à produção de quadrinistas durante a Pandemia de COVID-19.
Os vencedores foram anunciados em 19 de novembro, com exceção das categorias "Novo talento - desenhista” e “Novo talento - roteirista", que foram divulgadas apenas durante a cerimônia de premiação. Esta, foi realizada de forma on-line no canal do YouTube do Sesc CPF – Centro de Pesquisa e Formação, no dia 27 de novembro.

## Vencedores e indicados
| Categoria                              | Vencedores | Indicados |
| -------------------------------------- | --- | --- |
| Adaptação para os quadrinhos           | Moby Dick em Quadrinhos Lúcia da Ascenção de Nóbrega, Moacir Rodrigues Soares e Irineu Soares Rodrigues / Principis                                                         | - Aquarela (André Bernardino e Vitor Flynn / Balão) - De H.P. Lovecraft: A Cor Que Caiu do Espaço (Romau Martins, Val Oliveira e Sandro Zambi / Skript) - Degenerado (Chloé Cruchaudet / Nemo) - Informe Sobre Cegos (Ernesto Sabato e Alberto Breccia / Figura) - O Rei Macaco (Silverio Pisu e Milo Manara / Pipoca & Nanquim) - Os Gatos de Ulthar (Leander Moura / Diário Macabro) - Prof. Fall (Ivan Brun e Tristan Perretón / Veneta) - Senhora / Clássicos Brasileiros em HQ n° 14 (Luiz Antonio Aguiar e Shiko / Ática) - Traje de Rigor (Gustavo Lambreta / Escape HQ) - Um Conto de Natal: Uma História de Fantasmas (Carlos Giménez / Comix Zone) |
| Arte-finalista nacional                | Ana Luiza Koehler Beco do Rosário | - Alex Genaro (Valkíria: Guerra Fria) - Amanda Freitas (The Flower Pot) - Ana Mei (Cordélia) - André Meister (Semblant: Blood Chronicles) - Camilo Solano (Cascão: Temporal) - Crystieê Santos Barros (Ajuricaba) - Lucas Marques (Ritos de Passagem: Quando Éramos Irmãos) - Rodrigo de Freitas (Petrus) - Shiko (Carniça e a Blindagem Mística nº 1) |
| Colorista nacional                     | Ana Luiza Koehler Beco do Rosário | - Amanda Freitas (The Flower Pot) - Diego Porto (Zênite) - Fabi Marques (Apagão: Fruto Proibido) - Frank Martin (Berserker Unbound) - José Aguiar (CWB) - Malika Dahil (Fronteira) - Paulo Crumbim (Penadinho: Lar) - Priscilla Tramontano (Funny Creek) - Shiko (Carniça e a Blindagem Mística nº 1) |
| Desenhista nacional                    | Ana Luiza Koehler Beco do Rosário | - André Toral (A Alma Que Caiu do Corpo) - Cristina Eiko (Penadinho: Lar) - Danilo Beyruth (Astronauta: Parallax) - Eloar Guazzelli (A Casa Azul) - Jefferson Costa (Jeremias: Alma) - Marcel Bartholo (Canil) - Marcelo Bicalho (Pecora) - Mike Deodato Jr. (Berserker Unbound) |
| Desenhista nacional                    | Shiko Carniça e a Blindagem Mística nº 1 | - André Toral (A Alma Que Caiu do Corpo) - Cristina Eiko (Penadinho: Lar) - Danilo Beyruth (Astronauta: Parallax) - Eloar Guazzelli (A Casa Azul) - Jefferson Costa (Jeremias: Alma) - Marcel Bartholo (Canil) - Marcelo Bicalho (Pecora) - Mike Deodato Jr. (Berserker Unbound) |
| Dissertação de Mestrado                | Matemática Básica em Quadrinhos: Algumas Aplicações das HQS em Sala de Aula Cátia Ana Baldoíno da Silva / UFC                                                               | Eleito pelo júri especializado |
| Edição especial estrangeira            | Berlim Jason Lutes / Veneta | - A Grande Farsa (Carlos Trillo e Domingo Mandrafina / Comix Zone) - A Solidão de um Quadrinho Sem Fim (Adrian Tomine / Nemo) - Além de Palomar (Gilbert Hernandez / Veneta) - Berserker Unbound (Jeff Lemire e Mike Deodato Jr. / Mino) - Caravaggio: O Perdão (Milo Manara / Veneta) - Destino Adiado (Jean-Pierre Gibrat / Pipoca & Nanquim) - Ernie Pike (Héctor Germán Oesterheld e Hugo Pratt / Figura) - Grama (Keum Suk Gendry-Kim / Pipoca & Nanquim) - O Príncipe e a Costureira (Jen Wang / DarkSide) - Paracuellos (Carlos Giménez / Comix Zone) - Primavera em Tchernóbil (Emmanuel Lepage / Geektopia) |
| Edição especial nacional               | Beco do Rosário Ana Luiza Koehler / editora Veneta | - Aconteceu Comigo: Histórias de Mulheres Reais em Quadrinhos (Laura Athayde / Balão) - Apagão: Fruto Proibido (Raphael Fernandes, Abel e Fabi Marques / Draco) - Aquarela (André Bernardino e Vitor Flynn / Balão) - Astronauta: Parallax (Danilo Beyruth / Panini Comics) - Boa Sorte (Helena Cunha / independente) - CWB (José Aguiar / Quadrinhofilia) - D.I.V.A.S Brasileiras (Guilherme Smee e Eduardo Ribas / independente) - Fronteiras do Além (Jayme Cortez / Pipoca & Nanquim) - Jeremias: Alma (Rafael Calça e Jefferson Costa / Panini Comics) - Os Donos da Terra (Daniela Fernandes Alarcon, Vitor Flynn Paciornik e Glicéria Jesus da Silva / Elefante) - Penadinho: Lar (Paulo Crumbim e Cristina Eiko / Panini Comics) |
| Editora do ano                         | Pipoca & Nanquim | - Comix Zone - Devir - Figura - JBC - Marca de Fantasia - Mino - Panini Comics - Skript - Universo Guará - Veneta |
| Evento                                 | Butantã Gibicon | - Bienal de Quadrinhos de Curitiba Online - Conexões Universitárias - Dia do Quadrinho Nacional na Biblioteca Zink - Esquenta Nitcomics - Fuzuê Nerd - Hqweek! - Poc Con em Casa - V Jornada do Seleprot - Virada Nerd e Dia do Quadrinho Grátis |
| Exposição                              | Exposição Morro Favela: André Diniz | - Exposição Punk Afonso (Gibiteca de Curitiba e Bienal de Quadrinhos) - Exposição Virtual Notas & Traços Luiz Gê e Arrigo Barnabé - Fanzine Tchê 30 Anos - Grama: Exposição de Graphic Novel (CCCB) |
| Grande contribuição                    | Lei Aldir Blanc Deputada Benedita da Silva | Eleito pela comissão organizadora |
| Grande mestre do quadrinho nacional    | Maria Aparecida Godoy | Eleito pela comissão organizadora |
| Homenagem especial                     | Serginho Groisman | Eleito pela comissão organizadora |
| Homenagem especial                     | Mina de HQ | Eleito pela comissão organizadora |
| Livro teórico                          | O Império dos Gibis: A Incrível História dos Quadrinhos da Editora Abril Manoel de Souza e Maurício Muniz / Heroica                                                         | - A Bíblia do Roteiro de Quadrinhos: Criação de Histórias em Quadrinhos do Básico ao Inovador (Alexandre Lobão, Gian Danton e Leonardo Santana / Tagore) - A Tradução de Quadrinhos no Brasil: Princípios, Práticas e Perspectivas (Kátia Hanna e Dennys Silva-Reis, orgs. / Lexikos) - Balões de Pensamento: Textos para Pensar Quadrinhos (Érico Assis / Balão) - Coleção MeMo: A Revista da Memória Gráfica (Toni Rodrigues, editor / Criativo) - Isto É um Trabalho Para... Os Quadrinhos: Reflexões por Trás dos Balões (Nataniel dos Santos Gomes, Vanderlis Legramante Barbosa e Dagmar Vieira Nogueira, orgs. / ASPAS) - Olhares Sobre os Textos: Verbal e Não Nerbal (Nataniel dos Santos Gomes, Ruberval Franco Maciel e Vanderlis Legramante Barbosa, orgs. / Dialogarts) - Os Cavaleiros das Trevas (Carlos Vásquez, Bruno Monte de Castro, Carolina Branco Bardese e Marcelo Lara / Skript) - Processos Criativos nos Quadrinhos: 25 Entrevistas com Quadrinistas Brasileiros (Marcelo Engster / Buva) - Quadrinizando nas Aulas de Arte: De Professor para Professor (Jr. Misaki / independente) |
| Novo talento - desenhista              | Letícia Pusti Raposa e Gengibre | - Ademir Leal (Arquivos Secretos da Segunda Guerra Mundial) - André Meister (Semblant: Blood Chronicles) - Diego Porto (Zênite) - Eunuquis Aguiar (Fronteira) - Gabu Brito (Crianças Selvagens) - Malika Dahil (Fronteira) - Monaramis (Guarás: A Outra Margem) - Raquel M. Simoso (Shut Eye) - Walkir Fernandes (O Filho Mau) |
| Novo talento - roteirista              | Talita Grass Cordélia | - Bruno Sorc (Mojica Móveis) - Carol Sakura (O Filho Mau) - Daiandreson Victor (Afroboy) - Daniela Fernandes Alarcon (Os Donos da Terra) - Gabu Brito (Crianças Selvagens) - Helena Cunha (Boa Sorte) - Isaac Santos (Shin) - Leander Moura (Os Gatos de Ulthar) - Luckas Iohanathan (O Monstro Debaixo da Minha Cama) |
| Produção para outras linguagens        | A Todo Vapor! / série Felipe Reis, diretor | Eleito pela comissão organizadora |
| Projeto editorial                      | Narrativas Periféricas PerifaCon e Editora Mino | Eleito pela comissão organizadora |
| Projeto editorial                      | Revista Expressa Revistas de Cultura | Eleito pela comissão organizadora |
| Projeto especial na pandemia           | Inimigo Invisível O Corre Coletivo | Eleito pela comissão organizadora |
| Projeto especial na pandemia           | Campanha Ato Heroico Prateleira de Quadrinhos | Eleito pela comissão organizadora |
| Projeto especial na pandemia           | O Diário de uma Vítima do Coronavírus Taíssa Maia | Eleito pela comissão organizadora |
| Projeto especial na pandemia           | Martim, Professor de Arte Diego Marinho | Eleito pela comissão organizadora |
| Projeto especial na pandemia           | Evento Quarentena Con Universo Guará | Eleito pela comissão organizadora |
| Projeto gráfico                        | Fibrilação Samuel de Gois / independente | Eleito pela comissão organizadora |
| Publicação de aventura/terror/fantasia | Carniça e a Blindagem Mística nº 1 Shiko / independente | - Berserker Unbound (Jeff Lemire e Mike Deodato Jr. / Mino) - Cavaleiro das Trevas: A Criança Dourada (Frank Miller, Rafael Grampá e Jordie Bellaire / Panini Comics) - Condado Maldito (Cullen Bunn e Tyler Crook / DarkSide) - Gibi de Menininha Apresenta: Patrícia (Germana Viana / independente) - Gideon Falls nº 4 (Jeff Lemire, Andrea Sorrentino e Dave Stewart / Mino) - Lazarus nº 4 (Greg Rucka, Michael Lark e Santiago Arcas / Devir) - Mojica Móveis (Bruno Sorc / independente) - Os Gatos de Ulthar (Leander Moura / Diário Macabro) - Sherlock Time (Héctor Germán Oesterheld e Alberto Breccia / Comix Zone) |
| Publicação de clássico                 | Cebolinha: Dono da "Lua" Vários autores / Panini Comics | - A Grande Farsa (Carlos Trillo e Domingo Mandrafina / Comix Zone) - Além de Palomar (Gilbert Hernandez / Veneta) - Buscavidas (Carlos Trillo e Alberto Breccia / Comix Zone) - Desbravando Calvin e Haroldo: A Exposição (Bill Watterson / Conrad) - Ernie Pike (Héctor Germán Oesterheld e Hugo Pratt / Figura) - Fronteiras do Além (Jayme Cortez / Pipoca & Nanquim) - Paracuellos (Carlos Giménez / Comix Zone) - Recado a Adolf nº 1 (Osamu Tezuka / Pipoca & Nanquim) - Sherlock Time (Héctor Germán Oesterheld e Alberto Breccia / Comix Zone) - Torpedo 1936 nº 1 (Enrique Sánchez Abulí e Jordi Bernet / Figura) |
| Publicação de humor                    | Ménage Germana Viana, Laudo Ferreira e Marcatti / independente | - As Inconcebíveis Aventuras do Super-Incel e os Cabulosos Nerds Tóxicos (Vários autores / Skript) - Bojeffries: A Saga (Alan Moore e Steve Parkhouse / Devir) - Despedida (Bruno Drummond / Bloco Narrativo) - Máscaras, Álcool Gel e Cia.: Dedo Sobre Tela de Celular (Marcelo Martinez / independente) - Maxwell, o gato mágico (Alan Moore / Pipoca & Nanquim) - Mundo Mulher (Aminder Dhaliwal / Conrad) - Querida Liga da Justiça (Michael Northrop e Gustavo Duarte / Panini Comics) - Reanimator (Juscelino Neco / Veneta) - Sob a Luz do Arco-íris (Mário César Oliveira, org. / Skript) |
| Publicação de tira                     | O Indispensável de Calvin e Haroldo Bill Watterson / Conrad Editora | - 25 Páginas (Caio Zero / independente) - Aconteceu Comigo: Histórias de Mulheres Reais em Quadrinhos (Laura Athayde / Balão) - Como Lidar Com Seus Fantasmas (Lark / Arte & Letra) - Fibrilação (Samuel de Gois) - Isolamento (Helô D'Angelo / independente) - Maxwell, o gato mágico (Alan Moore / Pipoca & Nanquim) - Os Anos de Ouro de Mickey: 1947-1948 (Vários autores / Panini Comics) - Sky Masters da Força Espacial (Jack Kirby e Wallace Wood / Pipoca & Nanquim) - Téo & o Mini Mundo: O Lugar do Outro (Caetano Cury / independente) |
| Publicação em minissérie               | Recado a Adolf nº 1 Osamu Tezuka / Pipoca & Nanquim | - A Grande Odalisca: Olympia (Bastien Vivès, Florent Ruppert e Jérôme Mulot / Pipoca & Nanquim) - Alfa: A Primeira Ordem nº 2 (Vários autores / Kimera) - Batman: A Maldição do Cavaleiro Branco (Sean Murphy e Matt Hollingsworth / Panini Comics) - Fire Punch (Tatsuki Fujimoto / JBC) - I Sold My Life For Ten Thousand Yen Per Year nº 1 (Shouichi Taguchi e Sugaru Miaki / JBC) - O Relógio do Juízo Final (Geoff Johns e Gary Frank / Panini Comics) - Satsuma Gishiden: Crônicas dos Leais Guerreiros de Satsuma nº 1 (Hiroshi Hirata / Pipoca & Nanquim) - 'The Boys: Metendo o Pé na Porta (Garth Ennis, Russ Braun e Darick Robertson / Devir - The Few and Cursed: Os Corvos de Mana'olana (Felipe Cagno e Fabiano Neves / Timberwolf Entertainment) |
| Publicação independente de grupo       | Ménage Germana Viana, Laudo Ferreira e Marcatti / independente | - Ansiedade (Vários autores / Coletivo Paralelo.lelo) - Bate-Boletes nº 1 (Mayara Lisra e Paula Cruz / Farpa) - Café Espacial nº 18 (Sergio Chaves, editor / independente) - Crônicas Pandêmicas (Mylle Pampuch, org. / Biarticulado Coletivo) - Liga das Mulheres Cientistas (Vários autores / independente) - Mojica Móveis (Bruno Sorc / independente) - Orixás: Os Nove Eguns (Alex Mir, Alex Rodrigues, Laudo Ferreira, Al Stefano e Omar Viñole / independente) - Universo Zero (Carlos Alberto, Cristal Moura, Leander Moura, Marcos Garcia, Mario Rasec, Renato Medeiros e Rodrigo Xavier / Quadro9) - XPTO nº 1 (Vários autores / independente) |
| Publicação independente edição única   | Mayara & Annabelle: Hora Extra Pablo Casado e Talles Rodrigues / Fictícia                                                                                                   | - Boa Sorte (Helena Cunha / independente) - Canil (Rodrigo Ramos e Marcel Bartholo / Carniça) - D.I.V.A.S Brasileiras (Guilherme Smee e Eduardo Ribas / independente) - Deimos e Phobos (Talessak / independente) - Gibi de Menininha Apresenta: Patrícia (Germana Viana / independente) - Guarás: A Outra Margem (Felipe Castilho e Monaramis / independente) - Mojica Móveis (Bruno Sorc / independente) - O Monstro Debaixo da Minha Cama (Luckas Iohanathan / Pipoca & Nanquim) - Petrus (Filipe Monteiro, Gabriel Arrais e Rodrigo de Freitas / RQT Comics) - Rocha Navegável (Fábio Costa e Igor Souza / RV Cultura e Arte) |
| Publicação independente seriada        | Carniça e a Blindagem Mística nº 1 Shiko / independente | - 10 Dias Perdidos nº 4 (Sam Hart / independente) - Kriança Índia (Rafa Campos e Álvaro Maia / Universo Guará) - Ménage nº 1 (Germana Viana, Laudo Ferreira e Marcatti / independente) - Monstrum nº 1 (Carlos Felipe Figueiras e Sueli Mendes / independente) - Orixás: Os Nove Eguns (Alex Mir, Alex Rodrigues, Laudo Ferreira, Al Stefano e Omar Viñole / independente) - Outros Verões (Luciano Freitas / independente) - Téo & o Mini Mundo: O Lugar do Outro (Caetano Cury / independente) - Valkíria: Guerra Fria (João Carpalhau, Jorge de Barros e Alex Genaro / Capa Comics) |
| Publicação infantil                    | Cascão: Temporal Camilo Solano / Panini Comics | - Emília: 100 Anos (Vários autores / Skript) - Fronteira (Eunuquis Aguiar, Malika Dahil e José Luiz / Dois Traços) - Inimigo Invisível (O Corre Coletivo) - Liga das Mulheres Cientistas (Vários autores / independente) - Marvel Action: Homem-Aranha nº 1 (Delilah S Dawson, Erik Burnham, Fico Ossio e Christopher Jones / Panini Comics) - Papai, Cadê o Vovô? (Afonso Padilha e Guilherme Bandeira / independente) - Ritos de Passagem: Quando Éramos Irmãos (Lucas Marques / AVEC) - Sublime (Marcio R. Garcia / Inverso) - Três É Demais (João Marcos / Abacatte) |
| Publicação juvenil                     | Jeremias: Alma Rafael Calça e Jefferson Costa / editora Panini Comics | - Arlequina: Quebrando Vidraças (Mariko Tamaki e Steve Pugh / Panini Comics) - Beasts of Burden: Guardiões da Vizinhança (Vários autores / Pipoca & Nanquim) - Boa Sorte (Helena Cunha / independente) - Diorama 7 nº 2 (Rodrigo de Freitas / independente) - Funny Creek (Rafael Scavone, Eduardo Medeiros e Rafael Albuquerque / Pipoca & Nanquim) - O Príncipe e a Costureira (Jen Wang / DarkSide) - O Regresso de Jaspion (Fábio Yabu e Michel Borges / JBC - Orixás: Os Nove Eguns (Alex Mir, Alex Rodrigues, Laudo Ferreira, Al Stefano e Omar Viñole / independente) - Outros Verões (Luciano Freitas / independente) - Valkíria: Guerra Fria (João Carpalhau, Jorge de Barros e Alex Genaro / Capa Comics) |
| Publicação mix                         | Café Espacial nº 18 Sergio Chaves, editor / independente | - Arquivos Secretos da Segunda Guerra Mundial (Raphael Fernandes, editor / Draco) - As Inconcebíveis Aventuras do Super-Incel e os Cabulosos Nerds Tóxicos (Vários autores / Skript) - Dossiê Bizarro (Vários autores / Skript) - Emília: 100 Anos (Vários autores / Skript) - Imaginário! nº 19 (Alberto Ricardo Pessoa e Henrique Magalhães, editores / Marca de Fantasia) - Ménage nº 1(Germana Viana, Laudo Ferreira e Marcatti / independente) - O Grande, Gostoso, Quente e Úmido Livro do Sexo! (Vários autores / HQueria) - Shogum dos Mortos: As Sete Faces do Horror (Vários autores / Draco) - Sob a Luz do Arco-íris (Mário César Oliveira, org. / Skript) |
| Relevância internacional               | Bilquis Evely | Eleito pela comissão organizadora |
| Roteirista nacional                    | Rafael Calça Jeremias: Alma | - Alex Mir (Orixás: Os Nove Eguns) - Ana Luiza Koehler (Beco do Rosário) - Felipe Castilho (Guarás: A Outra Margem) - Germana Viana (Gibi de Menininha Apresenta: Patrícia) - José Aguiar (CWB) - Max Andrade (Juquinha: O Solitário Acidente da Matéria) - Milena Azevedo (Contos Urbanos) - Pablo Casado (Mayara & Annabelle: Hora Extra) - Shiko (Carniça e a Blindagem Mística nº 1) |
| Tese de Doutorado                      | Mobile Comics: Um Guia de Parâmetros Para Desenvolvimento de Histórias em Quadrinhos Digitais Focados na Leitura em Tela Pequena Alexandra Teixeira de Rosso Presser / UFSC | Eleito pelo júri especializado |
| Trabalho de conclusão de curso         | Quadrinhos e Matemática: Algumas Possíveis Construções Usando a Imaginação Leandro Carlos Blum / UFRGS                                                                      | Eleito pelo júri especializado |
| Web quadrinhos                         | Confinada Leandro Assis e Triscila Oliveira | - Bendita Cura (Mário César) - Boa Sorte (Helena Cunha) - Como Fazer Amigos e Enfrentar Alienígenas (Gustavo Borges e Eric Peleias) - Entre Quadros: Entrevistas Ilustradas (Gabriela Güllich) - Juquinha: O Solitário Acidente da Matéria (Max Andrade) - Red Oni (Clara Carvalho) - Sara Animals: O Enterro do Sr. Bigodes (Cassio Ribeiro) - Shut Eye (Skailla) - Travessia (Rapha Pinheiro) - Valkíria: No Espaço (Alex Mir e Alex Genaro) |
| Web tira                               | Bife de Unicórnio Gabriel Dantas | - As Tiras de Pietro Soldi (Pietro Soldi) - Defeito de Fábrica (Rafa Figueiredo) - Flatlinner (Luciano Landim) - Guilherme Bandeira (Guilherme Bandeira) - Interpretando (Paulo Bruno) - Larkness (Lark) - Morte Crens (Gustavo Borges) - Na Mira da Lena (Luciano Freitas) - Raposa & Gengibre (Letícia Pusti) - Téo & o Mini Mundo (Caetano Cury) |